# Sobrainho dos Gaios
Sobrainho dos Gaios é uma aldeia da União de Freguesias de Sobreira Formosa e Alvito da Beira, Município de Proença-a-Nova e Distrito de Castelo Branco com 78 habitantes (2011).
A sua festa anual realiza-se na última semana do mês de agosto.